# 南院内村
南院内村（みなみいんないむら）は、大分県宇佐郡にあった村。現在の宇佐市の一部にあたる。

## 地理
駅館川上流・恵良川と、同川支流余川の流域に位置していた。

## 歴史
- 1889年（明治22年）4月1日、町村制の施行により、宇佐郡下恵良村、田所村、野地村、温見村、上恵良村、西椎屋村、来鉢村、和田村、羽馬礼村、田平村、台村、土岩屋村、荻迫村、平原村、大坪村、下余村、上納持村、上余村、栗山村、岡村、小平村、滝貞村が合併して村制施行し、南院内村が発足[1][2]。旧村名を継承した下恵良、田所、野地、温見、上恵良、西椎屋、来鉢、和田、羽馬礼、田平、台、土岩屋、荻迫、平原、大坪、下余、上納持、上余、栗山、岡、小平、滝貞の22大字を編成[2]。
- 1955年（昭和30年）1月1日、宇佐郡院内村、東院内村、両川村、高並村と合併し、院内村が存続して廃止された[1][2]。

## 産業
- 農業、畜産、林産物[2]